# Santon (Berg)
Der Santon, früher Padělek, Tvaroženský kopeček bzw. Napoleonův kopec ist ein Hügel in Tschechien. Er befindet sich einen Kilometer südwestlich von Tvarožná im Okres Brno-venkov.

## Geographie
Der langgestreckte Hügel erhebt sich südlich über dem Tal des Baches Pozořický potok vor dessen Einmündung in die Roketnice. Am Fuße des Santon liegen Tvarožná im Nordosten, Rohlenka im Süden, Maxlůvka im Südwesten sowie Velatice im Nordwesten.

## Geschichte
Die Kapelle der Jungfrau Maria auf dem Padělek wurde um 1700 errichtet. 1786 erfolgte ihre Aufhebung im Zuge der Josephinischen Reformen, wenig später wurde sie aber wieder erneuert. Historische Bedeutung erlangte der Padělek Ende 1805 in der Schlacht bei Austerlitz als Hauptquartier Napoleon Bonapartes und Artilleriestellung des linken Flügels der Franzosen. Während der Schlacht befand sich auf dem Santon die Feuerstellung der Artilleriebrigade des Generals Claparède. Die Franzosen gaben dem Hügel den Namen Santon, von den Einheimischen wurde er nach der Schlacht als Napoleonův kopec bezeichnet. Die beim Bau der Befestigungsanlagen ruinierte Kapelle wurde 1832 wiederhergestellt.
Der Santon ist seit 1979 als Naturdenkmal geschützt. Der Hügel wurde traditionell als Weide genutzt, die steinigen Flächen waren zum Ackerbau ungeeignet. In Vorbereitung der Schlacht wurde der Santon zudem komplett gerodet. In der Folge konnten sich wertvolle wärmeliebende Pflanzengesellschaften entwickeln. Seit dem Ende des 19. Jahrhunderts wurde der Hügel mit Robinien, Eschen und anderen standortfremden Gehölzen aufgeforstet, die wärmeliebende Flora war in den 1970er Jahren fast vollständig verschwunden. Nach Sanierungsarbeiten, die seit 1995 am Santon durchgeführt werden, wachsen auf den Offenflächen wieder mehr als 300 Arten Höherer Pflanzen.

## Sehenswürdigkeiten
- Wallfahrtskapelle Maria Schnee
- Reste französischer Befestigungsanlagen
- Nachbildung einer französischen Gribeauval-Kanone
- Französisches Denkmal